# باقیمانده آفتکش
باقیمانده آفتکش (به انگلیسی: Pesticide residue) به آفتکش‌هایی گفته می‌شود که ممکن است پس از استفاده روی محصولات غذایی روی یا درون مواد غذایی باقی بمانند. حداکثر میزان مجاز این باقیمانده‌ها در غذاها توسط نهادهای نظارتی در بسیاری از کشورها تعیین شده است. مقرراتی مانند فاصله پیش از برداشت، همچنین از برداشت محصولات زراعی یا دامی در صورتی که اخیراً تحت تیمار قرار گرفته باشند، جلوگیری می‌کند تا اجازه دهد که غلظت باقیمانده در طول زمان به سطوح ایمن پیش از برداشت کاهش یابد.